# Wolfdietrich Eichler
Wolfdietrich Eichler (ur. 22 grudnia 1912 w Ravensburgu, zm. 7 lutego 1994 w Berlinie) – niemiecki zoolog, entomolog i parazytolog.

## Życiorys
W latach 1931–1936 odbył studia zoologiczne w Monachium i Getyndze. Doktoryzował się w 1938 z entomologii w Berlinie. Jego praca doktorska nosiła tytuł Lebensraum und Lebensgeschichte der Dahlemer Palmenhausheuschrecke Phlugiola dahlemica nov. spec. (Orthopt. Tettigoniid.). W latach 1940–1945 brał udział w II wojnie światowej po stronie III Rzeszy i jako entomolog zwalczał malarię w południowo-wschodniej Europie. W 1945 habilitował się z parazytologii w Berlinie (praca Phylogenetischer Parallelismus zwischen Parasit und Wirt, im besonderen bei Mallophagen). Od 1949 do 1954 był profesorem na Wydziale Medycyny Weterynaryjnej Uniwersytetu w Lipsku, a w latach 1969–1978 profesorem parazytologii na Uniwersytecie Humboldtów w Berlinie. W 1967 uzyskał status profesora wizytującego na Uniwersytecie w Bagdadzie.
W 1946 był zatrudniony przez Bawarski Związek Rybołówstwa w bawarskim Ministerstwie Żywności w Monachium. Był też urzędnikiem tego ministerstwa. W 1947 był pracownikiem naukowym w Biologischen Zentralanstalt für Land- und Forstwirtschaft w Aschersleben.
W 1955 powołał do życia czasopismo Parasitologische Schriftenreiche, a w 1960 kwartalnik Angewandte Parasitologie. Był do emerytury redaktorem naczelnym tego drugiego. Do czasu zjednoczenia Niemiec organizował raz na pół roku w Berlinie "Berlińskie Kolokwia Parazytologiczne". Bywał prawie corocznie w Polsce, uczestnicząc m.in. w zjazdach Polskiego Towarzystwa Parazytologicznego.
Jego działalność naukowa została szczegółowo opisana w specjalnym zeszycie czasopisma Angewandte Parasitologie (1978).

## Zainteresowania naukowe
Do jego najważniejszych zainteresowań naukowych należały:
- stawonogi, w tym jako wektory chorób, przede wszystkim malarii,
- systematyka wszołów,
- protozoologia,
- helmintologia,
- problematyka ogólnoparazytologiczna,
- ochrona środowiska,
- metodyka badań naukowych[2].